# 读社会主义政治经济学批注和谈话
《毛泽东读社会主义政治经济学批注和谈话》，是中华人民共和国国史学会1998年出版的书籍，其内容来自1960年前后毛泽东和其他人一起阅读苏联《政治经济学教科书》期间的批注和谈话。该书讨论两本苏联著作：斯大林1951年著作《苏联社会主义经济问题》，苏联科学院经济研究所于1957年出版的官方出版物《政治经济学教科书》。

## 历史
1958年11月9日，毛泽东给中央、省市自治区、地、县领导写信，提倡他们读《苏联社会主义经济问题》和马恩列斯《论共产主义社会》，将来有时间，还可以读《政治经济学教科书》。1959年12月10日至1960年2月9日，毛泽东组织读书小组，先后在杭州、上海和广州，边读边议，通读苏联科学院经济研究所编的《政治经济学教科书》修订第三版下册（人民出版社1959年版），读书小组成员有田家英、胡绳、邓力群和陈伯达。谈话由邓力群记录。邓力群和梅行整理完毛泽东谈话记录后，周恩来让胡绳编一选本，印发中央、地方各级。
文化大革命前期各群众组织编纂的《毛泽东思想万岁》，有的收入了毛泽东谈话内容，题为《苏联〈政治经济学教科书〉阅读笔记》等。1967年，相关内容以《对苏联经济学的批评》（A Critique of Soviet Economics）为名在美国出版（翻译自某版本《毛泽东思想万岁》），1977年每月评论出版社再版。谈话内容被收入《毛泽东文集》第八卷，题为《读苏联〈政治经济学教科书〉的谈话（节选）》。
1995年，邓力群经六次系统整理，最后定稿《读苏联〈政治经济学教科书〉下册谈话记录稿》。1998年，中华人民共和国国史学会以国史研究学习资料清样本的名义出版《毛泽东读社会主义政治经济学批注和谈话》，邓力群《记录稿》是这本书的主要部分。2000年，国史学会出版《毛泽东读社会主义政治经济学批注和谈话》（简本）上下两册，简本是原书的缩编。

## 内容
《毛泽东读社会主义政治经济学批注和谈话》一书包括《关于读书的建议》、《读斯大林〈苏联社会主义经济问题〉批注》、《读斯大林〈苏联社会主义经济问题〉谈话记录》、《读苏联〈政治经济学教科书〉下册谈话记录稿》四篇文献。
毛泽东发表了如下观点：
1. 教科书所谓“从富农那里没收来交给贫农和中农的土地”，“这说明他们的办法是政府没收，然后由政府把土地分给农民，这是一种恩赐的观点，不搞阶级斗争，不搞群众运动。这种观点，实际上是一种右倾观点。”
2. “斯大林的缺点是过分强调了重工业的优先增长，结果在计划中把农业忽略了。”
3. “苏联的苏维埃和我国的人民代表大会，都是代表会议，只不过是名称不同。”[7]
4. “劳动者管理国家、管理军队、管理各种企业、管理文化教育的权利，实际上，这是社会主义制度下劳动者最大的权利，最根本的权利。没有这种权利，劳动者的工作权、休息权、受教育权等等权利，就没有保证。……我们不能够把人民的权利问题，理解为国家只由一部分人管理，人民在这些人的管理下享受劳动、教育、社会保险等等权利。”[7]:139-140
5. “首先制造舆论，夺取政权，然后解决所有制问题，再大大发展生产力，这是一般规律。……首先造成舆论，进行革命，夺取政权，才有可能消灭旧的生产关系。消灭了旧的生产关系，确立了新的生产关系，这样就为新的生产力的发展开辟了道路。”[7]:142-143

## 延伸阅读
- Gilbert Rozman, The Chinese Debate about Soviet Socialism, 1978-1985. Princeton, NJ: Princeton University Press, 1987.
- Lynn Turgeon, "A Critique of Soviet Economics, by Mao Tse-tung,"  Journal of Economic Literature, vol. 16, no. 4 (Dec. 1978), pp. 1445–1447. In JSTOR（页面存档备份，存于）
- A Critique of Soviet Economics（页面存档备份，存于）
- 读苏联《政治经济学教科书》的谈话（节选）（页面存档备份，存于）